# Marc oliver Loufouma
Marc oliver Loufouma, né le 2 janvier 1987 à Brazzaville, est un pratiquant de judo de la République du Congo, basé en France. 

## Carrière
Marc oliver est un pratiquant congolais de judo, il évolue en France dépuis 2016 . Il commence sa pratique du judo à Pointe-Noire, la capitale économique de la République du Congo, avant de s'installer en France en tant qu'ancien membre des Diables Rouges. Il participe alors à plusieurs tournois, tant nationaux qu'internationaux.
En 2022, Il remporte la deuxième place au tournoi de Tremblay-en-France, puis sort septième au championnat du monde de judo de vétérans en Pologne dans la catégorie de -100kg.